# Trachycaris restricta
Trachycaris restricta är en kräftdjursart som först beskrevs av Alphonse Milne-Edwards 1878.  Trachycaris restricta ingår i släktet Trachycaris och familjen Hippolytidae. Inga underarter finns listade i Catalogue of Life.